# Strzelce (obwód brzeski)
Strzelce (biał. Стральцы, Stralcy; ros. Стрельцы, Strielcy) – wieś na Białorusi, w obwodzie brzeskim, w rejonie lachowickim, w sielsowiecie Krzywoszyn.

## Historia
W dwudziestoleciu międzywojennym leżały w Polsce, w województwie nowogródzkim, w powiecie baranowickim, w gminie Ostrów. W 1921 miejscowość liczyła 165 mieszkańców, zamieszkałych w 25 budynkach, wyłącznie Białorusinów wyznania prawosławnego.
Po II wojnie światowej w granicach Związku Sowieckiego. Od 1991 w niepodległej Białorusi.